# Erythrolamprus longiventris
Espèce
Synonymes
- Liophis longiventris Amaral, 1925

Statut de conservation UICN

 LC  : Préoccupation mineure
Erythrolamprus longiventris  est une espèce de serpents de la famille des Dipsadidae.

## Répartition
Cette espèce se rencontre :
- au Brésil dans les États du Mato Grosso et du Rondônia ;
- en Argentine.

## Publication originale
- Amaral, 1926 "1925" : Ophidios de Matto Grosso. Comissão de Linhas Telegráficas Estratégicas de Mato Grosso ao Amazonas, vol. 84, no 5, p. 1-29.